# Angel (utwór muzyczny Miki Newton)
Angel – utwór ukraińskiej wokalistki Miki Newton, wydany w 2011. Piosenkę napisali Rusłan Kwinta i Maryna Skomorochowa.
Do utworu zrealizowano teledysk, który został opublikowany w marcu 2011 w serwisie YouTube.
Utwór zwyciężył w finale programu Ewrobaczennia 2011 – Nacjonalyni widbir, zdobywając największe poparcie telewidzów (31,54% głosów), komisji jurorskiej i internautów. Po finale eliminacji w mediach pojawiła się informacja o zmanipulowaniu wyników selekcji na korzyść Newton, w związku z czym Perszyj kanał chciał zorganizować nowy finał z udziałem zwyciężczyni oraz pozostałych dwóch finalistek (Złaty Ogniewicz i Dżamały)m, które jednak wycofały się z udziału w finale. Dzięki temu „Angel” został utworem reprezentującym Ukrainę podczas 56. Konkursu Piosenki Eurowizji. 12 maja został wykonany przez Newton w drugim półfinale Eurowizji i awansował do finału z szóstego miejsca. 16 maja zajął w nim czwarte miejsce po uzyskaniu 159 punktów, w tym maksymalnych not (12 punktów) z Armenii, Azerbejdżanu i Słowacji.

## Notowania na listach przebojów
| Kraj  | Lista (2011)           | Miejsce |
| ----- | ---------------------- | ------- |
| Rosja | Top Hit Weekly General | 171     |